# 演出空間
劇場等演出空間（げきじょうとうえんしゅつくうかん）とは、屋内において、観客を集めて演劇、催物等を行う場所とする特定された意図によって建設された集客施設、あるいは、テレビ番組制作のためのスタジオ等のことをいう。演出空間（えんしゅつくうかん）とは、劇場等演出空間のみでなく演劇、コンサート等の公演が公演されるすべての空間を総称したものをいう（劇場等演出空間電気設備指針、演出空間仮設電気設備指針による定義）。
つまり、実演される空間が、すべて演出空間であり、その目的のために作られた施設が劇場等演出空間と考えてよい。極端な例では、ストリートパフォーマンスをしていれば、そこは演出空間である。
演出空間の技術に関する団体として、劇場演出空間技術協会がある。

## 劇場等演出空間の例
運営形態による呼称
- 商業劇場→商業演劇#劇場
- 専用劇場 : 演劇専用ホール
- 貸ホール→多目的ホール
- コンサートホール
- 講堂 : 主に学校施設で、集会行事、あるいは学校演劇活動を行う場所。
- 武道館、体育館
- イベントホール→多目的ホール#超多目的ホールの構造の大規模施設
- 多目的ホール→多目的ホール#超多目的ホールの構造の小中規模施設
- 映画館
- テレビスタジオ
- ホテル宴会場
- その他
  - キャバレー、ナイトクラブ等
  - ダンスホール、ディスコ等
  - 遊園地のテーマ館等
  - 会議場、ドーム球場、総合展示場等で演出設備を設けている集会施設

## 演出空間の例
前述の劇場等演出空間の他、以下のような例がある。
- 演出用に電源供給設備だけ施設されているもの
  - 武道館、体育館
  - イベントホール
  - ドーム球場
- 屋内における空間スペースのみ
  - 室内競技場
  - 倉庫
  - ホテルロビー
- 電気設備のない屋外
  - 公園
  - 広場
  - 神社境内
  - 海岸湖岸
  - 街路スペース